# HMCS Fennel (K194)
«Феннель» (англ. HMCS Fennel (K194) — військовий корабель, корвет типу «Флавер» Королівського військово-морського флоту Канади за часів Другої світової війни.

## Історія створення
Корвет «Феннель» був закладений 29 березня 1940 року на верфі компанії Marine Industries Limited у Сорель-Трасі. 20 серпня 1940 року він був спущений на воду, а 16 січня 1941 року увійшов до складу Королівських ВМС Великої Британії. 15 травня 1941 року позичений Королівському флоту Канади на період воєнних дій.

## Історія служби
6 березня 1944 року «Феннель» у взаємодії з есмінцями «Ікарус», «Шод'єр» та «Гатино», корветами «Кенілворт Касл» та «Чілівок» і фрегатом «Св. Катаріна» після 31-годинного переслідування та атак німецького підводного човна U-744 змусили його спливти та здатись. Німецький екіпаж був підібраний канадськими моряками, а корабель затоплений.